# フェイス・ミッション
フェイス・ミッション(Faith Mission)は信仰宣教団体とも訳される。欧米の超教派の宣教団体のことである。
保守的な福音主義神学を持つ超教派の宣教団体のことである。日本ではリーベンゼラ・キリスト教会連合や極東福音クルセードによって成立した日本新約教団、TEAMの宣教師による単立教会が集まってできた単立キリスト教会連盟、国際福音宣教団(OMF)により形成された北海道福音教会協議会などがある。

リーベンゼラ教会連合、日本新約教団、単立キリスト教会連盟がの三者が、1968年(昭和43年)から合同を目指して話し合いを開始し、1986年(昭和61年)に組織的合同の前段階として、キリスト教会中連合が発足した。北海道福音教会協議会を加えて、1992年(平成4年)に日本福音キリスト教会連合を設立する。